# Chucho Valdés
Pour les articles homonymes, voir Valdés.
Chucho Valdés (né le 9 octobre 1941 à Quivicán, province de La Havane) est un compositeur, pianiste de jazz cubain. Il est le fils de Bebo Valdés. 
En 1973, il fonde le groupe Irakere qui est le premier groupe cubain à gagner un prix Grammy (en 1980). Il a publié 31 albums, dont 5 ont reçu des prix Grammy et 14 nominations. Il a reçu plusieurs distinctions dont un doctorat honoris causa de l'université de Victoria (Canada) et un autre de l'Institut supérieur des arts de La Havane. Comme son père, il est associé au courant du jazz afro-cubain et fut qualifié de « Mozart cubain ». 
Tout au long d'une carrière de plus de 60 ans, à la fois à la tête de ses orchestres et comme soliste, il a distillé des éléments de la tradition musicale afro-cubaine, du jazz, de la musique classique et du rock dans un style très personnel. Ses arrangements très innovateurs de thèmes populaires ont également contribué à l'essor de la musique cubaine contemporaine.

## Biographie

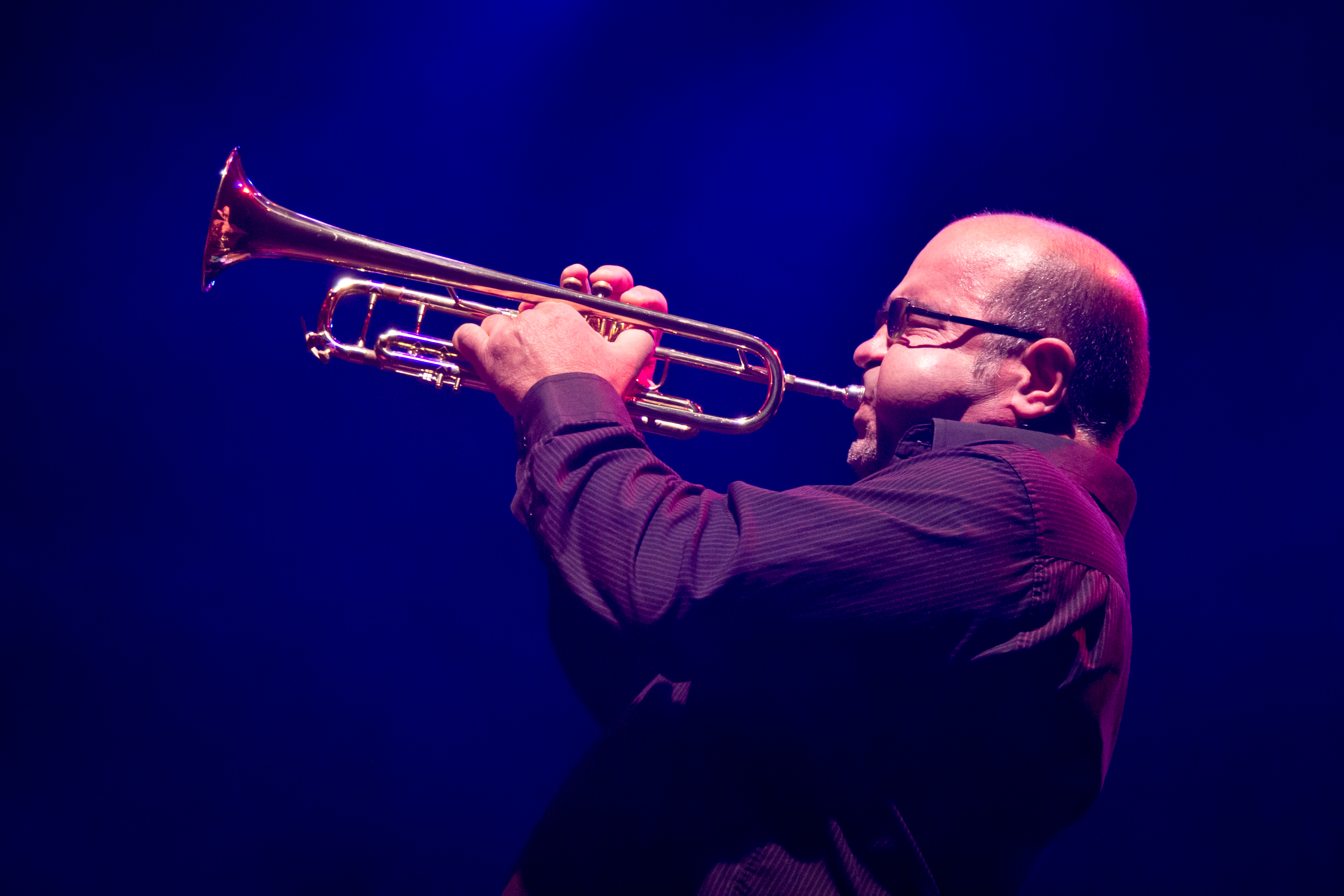
Reinaldo Melián, trompettiste de Chucho Valdés & The Afro-Cuban Messengers, à un concert au Teatro Circo Price, à Madrid.

Chucho Valdés est né le 9 octobre 1941 à Quivican, province de La Havane à Cuba., le pianiste, compositeur, professeur de musique, arrangeur musical et directeur de groupe a commencé sa formation musicale dès l'enfance, à la maison, sous l'influence de son père "le grand Bebo Valdés", et de sa mère, Pilar Rodríguez, professeur de piano et chanteur. À l'âge de 3 ans, il jouait déjà les mélodies qu'il entendait à la radio au piano, à l'oreille, avec les deux mains, dans n'importe quel ton. L'environnement musical de la famille lui a permis d'entrer avec aisance dans la connaissance des styles et genres musicaux les plus divers.

### Études
À l'âge de cinq ans, il reçoit des cours de piano, de théorie et de théorie musicale avec le professeur Oscar Muñoz Boufartique, études qui ont abouti au Conservatoire municipal de musique de La Havane à l'âge de quatorze ans.
Il perfectionne ses connaissances en cours particuliers avec Zenaida Romeu, Rosario Franco, dont il considère les influences comme importantes dans sa formation musicale.
Il étudie l'harmonie avec Federico Smith et Leo Brouwer, dont il reçoit également des cours de contrepoint et d'orchestration.
Il est diplômé de l'Université des Arts, ISA  à La Havane.

### Activité professionnelle
Il commence dans le cabaret chic dont son père qui est alors directeur artistique, le Tropicana à La Havane. « Il fallait savoir tout faire », raconte-t-il, « Le même soir, accompagner les vedettes de passage, Sarah Vaughan, Nat King Cole, les solistes de jazz, Woody Herman, Milt Jackson, puis passer à De Falla pour un tableau classique et finir avec une fantaisie brésilienne d’Ary Barroso. ». 
Choisissant de rester à Cuba, à la différence de son père qui quitte l'île avec l'arrivée du régime castriste, il constitue ensuite différents groupes, notamment le Orquesta Cubana de Música Moderna, puis le groupe Irakere. Ce groupe de jazz latino est remarqué. C’est le premier groupe cubain à remporter un Grammy Award.  
Chucho Valdés est sélectionné en 1972 parmi les cinq meilleurs pianistes de jazz au monde, par un jury composé de Duke Ellington, Dave Brubeck, Miles Davis et Count Basie. 
Il réalise également plusieurs enregistrements seul au piano, dont en 1986, le disque Lucumi. Il réussit à imposer le jazz, musique yankee et les sources nègres de cette musique, à Cuba, et, en même temps, à imposer le groupe Irakere dans le monde entier. Depuis quelques années, il mène un quintette, les Afro-Cuban Messengers, dont la composition se renouvelle régulièrement. 
Le 16 octobre 2006, Chucho Valdés est nommé Ambassadeur de bonne volonté de l’Organisation des Nations Unies pour l'alimentation et l'agriculture (FAO).
En 2009, le pianiste havanais marie son piano aux mélismes de la chanteuse  Concha Buika dans un album nommé El Ultimo Trago (la dernière gorgée) conjuguant leurs talents dans un hommage à la chanteuse mexicaine Chavela Vargas,.
Il publie en 2013 Border-Free, introduisant dans son quintette le contrebassiste Gastón Joya, et le batteur Rodney Barretto. S'y ajoutent aux congas Yaroldy Abreu, aux batás Dreiser Durruthy, la chanteuse Concha Buika et le trompettiste Roy Hargrove. Et la présence du saxophoniste Branford Marsalis sur trois titres.

## Discographie partielle
- Irakere (1978)
- Lucumi (1986)
- Solo Piano (1991)
- Bele Bele en La Habana (1998), Blue Note
- New conceptions (2003)
  - La Comparsa (6 min 56 s)
  - You Don't Know What Love Is (8 min 45 s)
  - Los Guiros (5 min 50 s)
  - Nanu (4 min 45 s)
  - Solar (11 min 24 s)
  - Sin Clave Pero Con Swing (8 min 27 s)
  - Homenaje a Ellington (11 min 06 s)

- Jazz Batá (2007)
  - Irakere (8 min 53 s)
  - Son no 2 (10 min 29 s)
  - Neurosis (6 min 00 s)
  - Laureen (7 min 16 s)
  - Palia (6 min 19 s)
  - Tema de Chaka (6 min 49 s)
  - Rabo de Nube (7 min 02 s)
  - Zanaith (8 min 52 s)
  - Son Para Leyanis (5 min 50 s)
  - Claudia (10 min 00 s)

- Tunis Sessions (2007)
  - Canción Al Mejor (5 min 7 s)
  - Silver Star (7 min 27 s)
  - Habanera Sola (5 min 53 s)
  - La Sombra de tu Sonrisa (6 min 2 s)
  - Pasada las 12 (6 min 41 s)
  - Summertime in Algeria (5 min)
  - Balada Para Trompeta # 1 (5 min 54)
  - A Bailar El Cubanco (5 min 02)
  - Blues 1080 (5 min 36)
  - Cumbia Dominque (4 min 26)
  - Boda de Oro (5 min 53)

- Juntos Para Siempre (2008), (Bebo Valdés et Chucho Valdés en duo), Calle 54/Sony

- Chucho's Steps (2010)

- Border-Free (2013)

- Jazz Batá 2 (2018)

### Articles de journaux
- François-Xavier Gomez, « Chucho Valdés, piano à plumes », Libération,‎ 6 mai 2013, p. 22-23 (lire en ligne).
- Francis Marmande, « Chucho Valdés à Paris, avant les routes de l'été », Le Monde,‎ 7 mai 2013 (lire en ligne).